# ITAP
iTap — система предиктивного набору тексту для мобільних телефонів. Розроблено фірмою Motorola для використання у своїх апаратах, також може бути ліцензована іншими компаніями. 
iTap має суттєву відмінність від системи T9, яку вона була покликана замінити. Якщо T9 завжди намагається підставити слово, що має стільки букв, скільки набрано на цей момент, то iTap намагається вгадати й довші слова, аналізуючи не тільки набрані літери поточного слова, але й попередній текст. Крім того, iTap може передбачати навіть короткі фрази. Така особливість дозволяє істотно прискорити набір тексту, особливо якщо в тексті переважно використовують прості та найбільш вживані слова та фрази. 
Система iTap є навченою, тобто вона запам'ятовує найбільш вживані слова, такі як імена, прізвища, власні назви і т. д., і намагається підставити їх під час набору в першу чергу. 